# Lincoln Laboratory

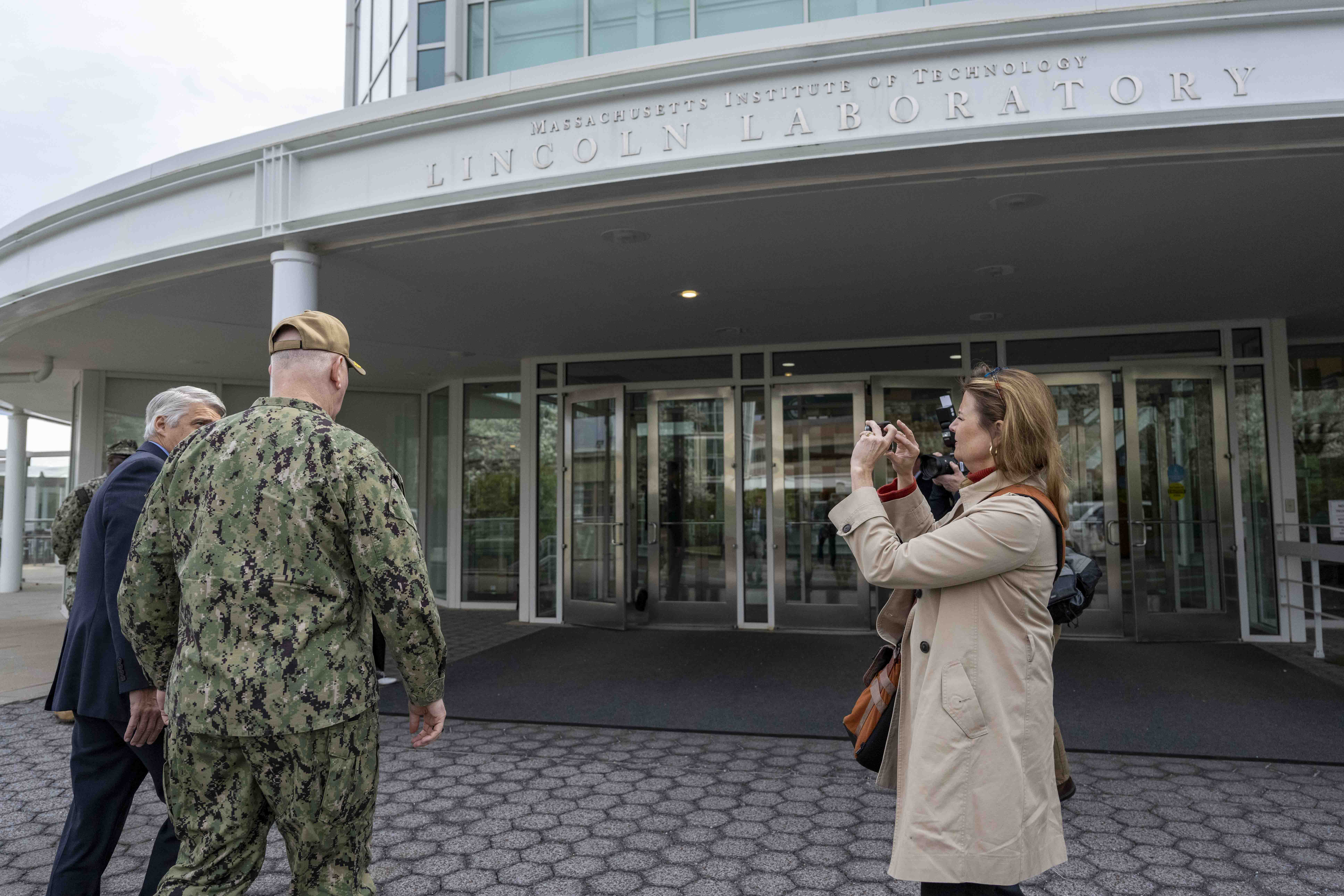
2024

MIT Lincoln Laboratory, znane też jako Lincoln Lab - sfinansowane przez amerykański rząd federalny, a zarządzane przez Massachusetts Institute of Technology laboratorium w Lexington, Massachusetts, powstałe w 1951 r.
W 1950 r., w szczytowym momencie zimnej wojny, MIT opracowało studium, tzw. Project Charles, w którym badano możliwość wykorzystania specjalistycznego laboratorium zajmującego się obroną powietrzną. Studium zarekomendowało założenie takiego laboratorium, o nazwie kodowej Project Lincoln, (potem zmienionej na Lincoln Laboratory), które miało być zarządzane przez MIT, na rzecz sił lądowych, morskich i powietrznych Stanów Zjednoczonych. Jednym z pierwszych projektów był SAGE (Semi-Automatic Ground Environment), krajowa sieć opartej na radarach i systemach komputerowych broni przeciwlotniczej, oraz DEW (Distant Early Warning), system radarowy wczesnego ostrzegania od strony bieguna północnego.
Laboratorium zajmuje się również pracami inżynierskimi i naukowymi z dziedziny informatyki, m.in. badaniami nad sztuczną inteligencją - jednym ze znanych projektów w latach 50. i 60. były maszyny TX-0 i TX-2.